# Akhtar Mohammad Osmani
Ne doit pas être confondu avec Akhtar Mohammad Mansour.
Pour les articles homonymes, voir Osmani.
Akhtar Mohammad Osmani (mort le 19 décembre 2006) était un commandant militaire talêb. 
Au début de la guerre contre le régime taliban d'octobre-décembre 2001, il commande le corps d'armée de Kandahar, fief historique des Talibans. Vers la fin de la campagne, après les défaites talibans à Mazar-e-Charif, Kunduz et la prise de Kaboul, il est promu et le mollah Omar lui délègue le commandement militaire. 
Après la défaite de 2001, il est arrêté le 28 juillet 2002 à Sangin mais il s'échappe en achetant ses gardiens. En mars 2003, il est nommé au conseil de direction des Talibans, le Rahbari Shura. Il est nommé commandant dans les zones sud du pays mais ses relations avec l'autre principal commandant de la région, le mollah Dadullah, sont mauvaises. Les deux hommes seront d'ailleurs placés sous le commandement suprême de Djalâlouddine Haqqani en 2006 par le mollah Omar, déçu des performances du duo.
Il est tué le 19 décembre 2006 lors d'une attaque aérienne dans la province d'Helmand.